# Arrenoseius sentralus
Arrenoseius sentralus är en spindeldjursart som först beskrevs av Denmark och Evans 1999.  Arrenoseius sentralus ingår i släktet Arrenoseius och familjen Phytoseiidae. Inga underarter finns listade i Catalogue of Life.